# Міжнародна комісія з питань зниклих безвісти
Міжнародна комісія з питань зниклих безвісти (англ. International Commission on Missing Persons, ICMP) — міжурядова організація, що займається проблемою осіб, що зникли безвісти внаслідок збройних конфліктів, порушень прав людини і стихійних лих. Головний офіс компанії знаходиться в Гаазі (Нідерланди). Комісія допомагає урядам в ексгумації масових поховань та ідентифікації осіб, зниклих безвісти, за ДНК, а також надає підтримку асоціаціям сімей зниклих безвісти і допомагає у створенні стратегій та установ для пошуку зниклих безвісти. В грудні 2014 року була підписана угода, яка заснувала комісію як «самостійну міжнародну організацію»: угода визначає Гаагу як місце розташування організації.

## Історія
Міжнародна комісія з питань зниклих безвісти (ICMP) була створена в 1996 році за дорученням президента Сполучених Штатів Америки Білла Клінтона — на саміті G7 в Ліоні (Франція). Метою створення було вирішення проблеми осіб, зниклих безвісти внаслідок різних конфліктів з 1991 по 1995 рік, що мали відношення до Боснії і Герцеговини, Республіки Хорватія та Югославії. Першим головою Міжнародної комісії став колишній держсекретар США Сайрус Венс, якого потім змінив на цьому посту американський сенатор Боб Доул; сучасним головою ICMP є Томас Міллер.
Хоча Комісія базувалася в Сараєво (Боснія і Герцеговина), вона здійснювала широкомасштабну діяльність, що розповсюджувалася на колишні зони конфліктів як на Західних Балканах, так і на Близькому Сході, а також, на райони, постраждалі від стихійних лих, зокрема, постраждалі від цунамі регіони Південної Азії і навіть американський штат Луїзіана (після урагану «Катріна»). У 2001 році, після атаки на Всесвітній торговий центр 11 вересня 2001 року, на прохання влади Нью-Йорка, Комісія направила у місто двох своїх провідних судових експертів.
В даний час організація має в своєму розпорядженні три центри судової експертизи, два з яких займаються ідентифікацією людських останків, пов'язаних з різаниною в Сребрениці; вони носять назви Podrinje Identification Project (PIP) та Lukavac Reassociation Centre (LKRC). Третій центр — Krajina Identification Project (KIP) — є основним об'єктом для впізнання останків, що належать до області Санський Мост і Прієдор. ICMP має офіси в Сараєво, Тузлі, Баня-Луці, Багдаді, Ербілі та Приштині. До кінця серпня 2011 року зусиллями ICMP за допомогою ДНК було ідентифіковано 16289 осіб з колишньої Югославії.
У червні 2008 року Філіппіни опинилися в зоні тайфуну «Франк», який забрав життя понад 1000 осіб. В цілях надання країні допомоги у впізнанні осіб, Інтерпол запропонував ICMP працювати спільно з ним, у зв'язку з чим вперше було підписано відповідну угоду (у листопаді 2007 року) про спільне реагування на надзвичайні ситуації.

## Мандат
Міжнародна комісія з питань зниклих безвісти працює над забезпеченням співробітництва урядів та інших органів влади у виявленні осіб, зниклих безвісти внаслідок збройних конфліктів, інших бойових дій чи порушень прав людини, а також стихійних лих. ICMP також підтримує роботу інших організацій, заохочує участь громадськості в її діяльності і робить свій внесок в увічнення пам'яті зниклих осіб. Крім того, згідно зі своїм мандатом, організація допомагає урядам виконувати свої зобов'язання в галузі прав людини: як стосовно жертв, так і їхніх родичів, що залишилися в живих, а також «створює інституційний потенціал, який сприяє довгостроковій суспільній довірі».

## Структура
ICMP керується Радою комісарів, в яку входять: нинішній голова Томас Міллер (з травня 2011 року), Джим Кімсі (голова з 2001 по 2011 рік і почесний голова), Вім Кок, Алістер Берт, королева Йорданії Нур аль-Хусейн, Кнут Воллебек, Рольф Екеус і Кароліна Барко. Попередніми членами були Боб Доул (голова з 1997 по 2001 рік) та Сайрус Венс (голова з 1996 по 1997).
Генеральний директор організації — Кетрін Бомбергер — була призначена комісарами ICMP в квітні 2004 року в якості основного виконавчого директора організації, що відповідає за керівництво та нагляд за всіма заходами та програмами у всіх галузях діяльності. 14 червня 2007 року Бомбергер отримала Орден Почесного легіону як «доказ уваги і визнання французького уряду за [її] роботу і виняткові досягнення ICMP».
Після спільних зусиль ICMP і Інтерполу з виявлення жертв тайфуну «Франк» президент Республіки Філіппіни Глорія Макапагал-Арройо нагородила Кетрін Бомбергер за «виняткову прихильність і видатні досягнення у пошуку та виявленні осіб, зниклих безвісти внаслідок стихійних лих або антропогенних катастроф».